# Ziviles Häftlingsarbeitsprogramm der US Army
Das Zivile Häftlingsarbeitsprogramm der US Army (englisch: Civilian Inmate Labor Program) ist ein Programm der United States Army, das in der Heeresverordnung 210-35 beschrieben ist. Diese erstmals 1997 ausgearbeitete Verordnung wurde im Januar 2005 einer „rapid act revision“ unterzogen und ist eine Richtlinie für die Schaffung von Arbeitsprogrammen und Gefangenenlagern in US-Army-Einrichtungen. Die Häftlinge arbeiten unter der Aufsicht des Bundesamtes für Gefängnisse (Federal Bureau of Prisons – FBoP).

## Arbeitsprogramme
Im Zivilen Häftlingsarbeitsprogramm arbeiten Gefangene mit niedriger Sicherheitseinstufung in Einrichtungen, die dem Federal Bureau of Prisons unterstehen. 
Die Heeresverordnung 210-35 legt fest:
1. Armeerichtlinien zur Einrichtung von zivilen Häftlingsarbeitsprogrammen und zivilen Gefangenenlagern auf Army-Einrichtungen.[2]
2. Zivile Häftlingsarbeit auf Bundes- und Landesebene.[3]

Die Verordnung besagt, dass Arbeitsprogramme der Armee und den Korrektureinrichtungen zugutekommen, indem sie „eine Quelle von Arbeit ohne direkte Kosten für die Armee“ bereitstellen, „sinnvolle Arbeit für Insassen“ leisten, „Überfüllung in nahegelegenen Korrektureinrichtungen“ lindern und Nutzen ziehen aus ansonsten ungenutzten Grundstücken und Gebäuden.
Die Zweckbestimmung der Verordnung lautet:
Diese Politik bietet militärische Richtlinien und Richtlinien für die Einrichtung von zivilen Gefangenenarbeitsprogrammen und zivilen Gefangenenlagern in Armeeeinrichtungen. Quellen ziviler Häftlingsarbeit sind begrenzt auf:
1. On- und Off-Post-Bundeskorrekturoptionen
2. Staatliche und/oder lokale Strafvollzugsbehörden, die aus nachgelagerten Gefangenenlagern gemäß den Pachtverträgen nach Abschnitt 2667, Titel 10, United States Code operieren und es allen Bewohnern von Lagern ermöglichen, die vom Verteidigungsminister als öffentliches Interesse angesehen werden nationale Sicherheit für dieses Programm verwendet werden.
3. Off-Post-Einrichtungen, die an dem gemäß Abschnitt 1065, Öffentliches Recht (PL) 103-337, genehmigten Demonstrationsprojekt teilnehmen, ansonsten staatliche und/oder lokale Häftlingsarbeit von Off-Post-Korrektureinrichtungen, sind derzeit von diesem Programm ausgeschlossen.

Die Verordnung besagt, dass die Insassen die Arbeit gemäß 18 USC 4125 (A) ausüben können.

## Gefangenenlager
Die Verordnung legt auch die Politik für die Schaffung von Gefangenenlagern in Armeeeinrichtungen fest. Diese würden verwendet werden, um Insassen der Arbeitsprogramme, die in den Einrichtungen wohnen, zu behalten.
Im Januar 2006 meldeten Kellogg, Brown and Root, dass sie vom Department of Homeland Security einen Auftrag erhalten hätten, Einrichtungen zu erweitern, „im Falle eines Notfallszustroms von Einwanderern in die USA“ oder die rasche Entwicklung neuer Programme zu unterstützen. Ein im Februar 2006 erschienener Nachrichtenartikel kommentiert, dass die erwähnten „neuen Programme“ das Zivile Häftlingsarbeitsprogramm einschließen könnten.